# Sonidosaurus saihangaobiensis
Sonidosaurus saihangaobiensis — вид ящеротазових динозаврів, що існував у крейдовому періоді в Азії. Належить до клади титанозаврів. Викопні рештки динозавра знайдено у 2001 році у відкладеннях формації Ірен Дабасю (Iren Dabasu Formation) у провінції Внутрішня Монголія на півночі Китаю. Це був титанозавр середнього розміру, завдовжки 9 м, заввишки 3 м, вагою 17 т.